# Campioni italiani assoluti di atletica leggera - 400 metri piani femminili
Questa pagina raccoglie un elenco di tutte le campionesse italiane dell'atletica leggera nei 400 metri piani, specialità che entrò a far parte del programma dei campionati italiani assoluti di atletica leggera nel 1925 e vi rimase fino al 1929 (ad eccezione dell'edizione del 1927). Dal 1930 al 1956 non si disputarono gare su questa distanza, che tornò ufficialmente nel programma gare dal 1957 e continua a rimanervi tutt'oggi.

## Albo d'oro
| Anno      | Atleta (società)                                        | Prestazione           |
| --------- | ------------------------------------------------------- | --------------------- |
| 1925      | Bruna Pizzini ?                                         | 1'09"6(m)             |
| 1926      | Bruna Pizzini ?                                         | 1'06"4(m)             |
| 1927      | Gara non in programma                                   | Gara non in programma |
| 1928      | Giannina Marchini ?                                     | 1'06"0(m)             |
| 1929      | Maria Bravin ?                                          | 1'07"2(m)             |
| 1930/1956 | Gara non in programma                                   | Gara non in programma |
| 1957      | Delma Savorelli ?                                       | 59"0(m)               |
| 1958      | Delma Savorelli ?                                       | 58"9(m)               |
| 1959      | Danila Costa ?                                          | 56"7(m)               |
| 1960      | Danila Costa ?                                          | 56"6(m)               |
| 1961      | Maria La Barbera Associazione Amatori Atletica          | 57"1(m)               |
| 1962      | Delma Savorelli ?                                       | 57"6(m)               |
| 1963      | Armida Guzzetti Pro Sesto Atletica                      | 56"6(m)               |
| 1964      | Luisa Cesari ?                                          | 57"5(m)               |
| 1965      | Paola Pigni Lilion SNIA Milano                          | 56"4(m)               |
| 1966      | Donata Govoni Atletica Fontana Bologna                  | 55"2(m)               |
| 1967      | Paola Pigni Lilion SNIA Milano                          | 56"7(m)               |
| 1968      | Donata Govoni Atletica Fontana Bologna                  | 55"9(m)               |
| 1969      | Donata Govoni Atletica Fontana Bologna                  | 55"0(m)               |
| 1970      | Armida Guzzetti Pro Sesto Atletica                      | 55"7(m)               |
| 1971      | Donata Govoni Atletica Fontana Bologna                  | 54"6(m)               |
| 1972      | Silvana Zangirolami ?                                   | 54"9(m)               |
| 1973      | Donata Govoni Atletica Fontana Bologna                  | 54"9(m)               |
| 1974      | Donata Govoni Atletica Fontana Bologna                  | 54"52 = 54"70         |
| 1975      | Donata Govoni Atletica Fontana Bologna                  | 55"2(m)               |
| 1976      | Erica Rossi ?                                           | 54"2(m)               |
| 1977      | Erica Rossi ?                                           | 54"12                 |
| 1978      | Erica Rossi ?                                           | 53"76                 |
| 1979      | Erica Rossi ?                                           | 55"08                 |
| 1980      | Erica Rossi ?                                           | 53"29                 |
| 1981      | Erica Rossi ?                                           | 53"39                 |
| 1982      | Erica Rossi ?                                           | 53"11                 |
| 1983      | Erica Rossi ?                                           | 52"62                 |
| 1984      | Erica Rossi ?                                           | 53"65                 |
| 1985      | Erica Rossi ?                                           | 52"97                 |
| 1986      | Cosetta Campana ?                                       | 54"06                 |
| 1987      | Erica Rossi ?                                           | 53"10                 |
| 1988      | Rosanna Morabito ?                                      | 53"83                 |
| 1989      | Rosanna Morabito ?                                      | 53"94                 |
| 1990      | Irmgard Trojer ?                                        | 53"47                 |
| 1991      | Roberta Rabaioli ?                                      | 54"07                 |
| 1992      | Cosetta Campana ?                                       | 54"04                 |
| 1993      | Francesca Carbone Società Sportiva Trionfo Ligure       | 53"99                 |
| 1994      | Patrizia Spuri Gruppo Sportivo Forestale                | 53"73                 |
| 1995      | Danielle Perpoli ?                                      | 52"92                 |
| 1996      | Patrizia Spuri Gruppo Sportivo Forestale                | 52"74                 |
| 1997      | Patrizia Spuri Gruppo Sportivo Forestale                | 52"19                 |
| 1998      | Patrizia Spuri Gruppo Sportivo Forestale                | 52"20                 |
| 1999      | Virna De Angeli Ginnastica Comense 1872                 | 52"48                 |
| 2000      | Daniela Graglia Centro Sportivo Esercito                | 52"79                 |
| 2001      | Daniela Graglia Centro Sportivo Esercito                | 53"36                 |
| 2002      | Danielle Perpoli ?                                      | 52"61                 |
| 2003      | Virna De Angeli Ginnastica Comense 1872                 | 52"34                 |
| 2004      | Virna De Angeli Ginnastica Comense 1872                 | 53"03                 |
| 2005      | Daniela Reina Gruppo Sportivo Fiamme Azzurre            | 53"47                 |
| 2006      | Daniela Reina Gruppo Sportivo Fiamme Azzurre            | 52"46                 |
| 2007      | Daniela Reina Gruppo Sportivo Fiamme Azzurre            | 52"31                 |
| 2008      | Daniela Reina Gruppo Sportivo Fiamme Azzurre            | 53"48                 |
| 2009      | Libania Grenot Gruppi Sportivi Fiamme Gialle            | 51"52                 |
| 2010      | Libania Grenot Gruppi Sportivi Fiamme Gialle            | 51"14                 |
| 2011      | Marta Milani Centro Sportivo Esercito                   | 52"29                 |
| 2012      | Maria Enrica Spacca Gruppo Sportivo Forestale           | 52"53                 |
| 2013      | Chiara Bazzoni Centro Sportivo Esercito                 | 52"57                 |
| 2014      | Libania Grenot Gruppi Sportivi Fiamme Gialle            | 50"55                 |
| 2015      | Libania Grenot Gruppi Sportivi Fiamme Gialle            | 51"47                 |
| 2016      | Libania Grenot Gruppi Sportivi Fiamme Gialle            | 51"33                 |
| 2017      | Maria Benedicta Chigbolu Centro Sportivo Esercito       | 52"31                 |
| 2018      | Raphaela Lukudo Centro Sportivo Esercito                | 52"38                 |
| 2019      | Giancarla Trevisan Bracco Atletica                      | 52"61                 |
| 2020      | Alice Mangione Atl. Brescia 1950 Metallurgica San Marco | 52"70                 |
| 2021      | Alice Mangione Centro Sportivo Esercito                 | 52"09                 |
| 2022      | Alice Mangione Centro Sportivo Esercito                 | 51"65                 |
| 2023      | Alessandra Bonora Bracco Atletica                       | 52"24                 |
| 2024      | Alice Mangione Centro Sportivo Esercito                 | 51"57                 |
| 2025      | Anna Polinari Centro Sportivo Carabinieri               | 51"77                 |